# デイシュ
デイシュ（Däišü、? - 大徳9年12月18日（1306年1月3日））は、元の成宗テムルの長男で、モンゴル帝国の皇族である。『元史』での漢字表記は徳寿、『集史』でのペルシア語表記はTāshī Ṭāīshīتاشی طایشی。テムルより皇太子（ペルシア語-アラビア語ではvilāyat-ʿahd、「統治の代理者」の意）に任ぜられていたが、テムルより早世したためカーン位を継ぐことはなかった。

## 概要
デイシュの母については史料間で違いがあり、『元史』后妃伝ではコンギラト部出身のシリンダリ皇后とし、『集史』／『ワッサーフ史』ではバヤウト部出身のブルガン皇后としている。しかし、『元史』后妃伝の「大徳3年10月、（失憐答里）立為后。生皇子徳寿、早薨」という記述はまず皇后となった人物を取り違えている（実際に大徳三年に皇后となったのはブルガン）など問題があり、『山居新話』や『輟耕録』といった漢文史料でもデイシュの母をブルガン（卜魯罕）としていることなどから、ブルガン・ハトゥンがデイシュの母であると考えられている。
『元史』によると、デイシュは大徳9年6月5日（新暦1305年6月27日）、テムルによって皇太子とされ、このことは詔によって天下に告げられた。『ワッサーフ史』ではブルガンの専横に反感を抱く重臣らの反対工作があったにもかかわらず、テムルにより「統治の代理者」に任ぜられたと記されている。
しかし、皇太子となって僅か半年後の12月18日（1306年1月3日）に、デイシュは亡くなった。皇太子とされた直後の死であり、テムルの死後に新しいカーン（武宗と仁宗）の母として実権を握ったダギが関与していたのではないかとする説もある。
デイシュが子をなす前に早世したためテムルの末裔から次のカーンを輩出することはできなくなり、テムルは親族の中から後継者を捜さなければならなくなった。正当性から言えばテムルの兄であるカマラとダルマバラの系統が最も帝位に近かったが、特にクビライから愛されていたダルマバラの息子達が有力視されていた。しかしダルマバラの妃のダギと反目していたブルガンはダルマバラの長男のカイシャンをカイドゥとの戦いの前線に送り込み、ダギと次男のアユルバルワダを懐州に派遣して朝廷から遠ざけ、テムルの従兄弟に当たる安西王アナンダを後継者としようとした。
しかし、かねてよりブルガンの専権に反感を抱いていたカラカスンらによって使者がカイシャンとアユルバルワダの下に送られ、アユルバルワダのクーデターによってブルガンとアナンダは捕らえられた。さらにモンゴリアで諸王の支持を得たカイシャンが戻ると正式にカーンに即位し、ブルガンとアナンダは処刑された。これによって、以後イェスン・テムルとアリギバを除きモンゴル帝国（元朝）のカーンはダルマバラの子孫から輩出されるのが慣例となった。結果としてデイシュの早世がテムル死後の内紛の遠因を生み、同時にダルマバラ家の興隆をもたらすこととなった。